# Leopoldo Pirelli
Leopoldo Pirelli (Velate, 27 août 1925 - Portofino, 23 janvier 2007), était un industriel italien. Il fut PDG de la compagnie des câbles et pneumatiques Pirelli & Co.

## Biographie
Leopoldo Pirelli  a pour père l'industriel italien Alberto Pirelli (1882-1971). Son grand-père paternel, Giovanni Battista Pirelli , est le fondateur de la compagnie Pirelli & Co.